# Max Gallo
Max Gallo (Niça, França, 7 de gener de 1932-Cabris, Alpes-Maritimes, França, 18 de juliol de 2017) va ser un historiador, periodista, escriptor i eurodiputat francès. Va ser membre de l'Acadèmia Francesa, on hi va ocupar la cadira número 24.

## Biografia
Fill d'immigrants italians, va començar la seva carrera com a periodista i es va unir a les files del comunisme fins a 1956. El 1974 es va adherir al Partit Socialista Francès. Va ser estat membre del Parlament francès i europeu, així com a ministre i portaveu del govern. Va ser catedràtic d'Història i era doctor en Literatura. Va escriure nombroses biografies (entre elles les de Robespierre, Garibaldi, Napoleó i Juli Cèsar) i assajos sobre temes clau de la història contemporània abans de publicar les seves novel·les més reeixides:  Napoleó ,  Caesar Imperator  i  La Creu d'Occident . Va ser col·laborador de  L'Express  i editor en cap de  Le Matin de Paris . En els últims anys es dedicava exclusivament a la literatura. El 26 d'abril de 2007 es va postular per entrar a l'Acadèmia Francesa, cosa que va aconseguir el 31 de maig de 2007, reemplaçant a Jean-François Revel.
Va patir la malaltia de Parkinson durant diversos anys. Morí el 18 de juliol de 2017, als 85 anys.